# Université Megatrend
L'université Megatrend (en serbe, Универзитет Мегатренд) est une université privée située à Belgrade, en Serbie. Fondée en 1989 sous le nom d'« université Megatrend », elle est rebaptisée, dans un contexte de critiques grandissantes à son encontre, université John-Naisbitt en 2015, un nom honorant l’économiste et futurologue américain John Naisbitt (en) auteur du livre Megatrends: Ten New Directions Transforming Our Lives ; cependant, elle redevient officiellement « université Megatrend » dès 2017. 

## Historique
Initialement appelée Megatrend College of Business Studies, l’université Megatrend est fondée en 1989. À partir de ce noyau initial sont successivement créées plusieurs autres facultés. En juin 2000, le gouvernement autorise la création de l’université Megatrend de sciences appliquées à Belgrade.
Slobodan Pajоvić succède au propriétaire de l’université Mića Jovanović en tant que recteur en juin 2014. Le conseil de l’université est présidé par Dragan Marković.

## Composition
L’université John Naisbitt est composée de plusieurs institutions :
- Faculté des hautes études commerciales ;
- Faculté des arts et du design ;
- Faculté des sciences économiques internationales ;
- Faculté d'administration et de gestion publiques ;
- Faculté des sciences informatiques ;
- Faculté de gestion (campus de Zaječar) ;
- Faculté des hautes études commerciales (campus de Požarevac) ;
- Faculté de bio-agriculture (campus de Bačka Topola) ;
- Faculté de sciences économiques des affaires (campus de Valjevo) ;
- Faculté des hautes études commerciales (campus de Vršac) ;
- École de commerce et de gestion (campus de Zaječar) ;
- Business school Megatrend ;
- Université virtuelle Megatrend (mtvU)[8] ;
- Académie de basket-ball Borislav-Stanković, nommée ainsi en l’honneur du joueur, entraîneur et dirigeant de basket-ball Borislav Stanković.

## Personnalités liées

### Enseignants
- Igor et Grichka Bogdanoff[9]
- Žarko Obradović

### Anciens étudiants
- Jelena Janković, joueuse de tennis serbe

### Docteurshonoris causa
- Mouammar Kadhafi, homme d'État et idéologue politique libyen[10].